# Élections législatives de 2024 dans la Meuse
Les élections législatives françaises dans la Meuse se déroulent les 30 juin et 7 juillet 2024. Dans le département, deux députés sont à élire dans le cadre de deux circonscriptions, à la suite de la dissolution de l'Assemblée nationale par Emmanuel Macron.
Le choix de cette dissolution est pris après la défaite de la liste Renaissance aux élections européennes qui ont eu lieu le 9 juin 2024.

## Contexte
| Circonscription | RN      | ENS     | PS - PP | LFI    | LR     |
| --------------- | ------- | ------- | ------- | ------ | ------ |
| Circonscription |         |         |         |        |        |
| 1re             | 45,96 % | 12,94 % | 9,92 %  | 4,14 % | 6,49 % |
| 2e              | 46,12 % | 13,42 % | 8,99 %  | 3,76 % | 6,5 %  |

## Système électoral
Les élections législatives ont lieu au scrutin uninominal majoritaire à deux tours dans des circonscriptions uninominales.
Est élu au premier tour le candidat qui réunit la majorité absolue des suffrages exprimés et un nombre de voix au moins égal au quart des électeurs inscrits dans la circonscription, soit 25 %. Si aucun des candidats ne satisfait ces conditions, un second tour est organisé entre les candidats ayant réuni un nombre de voix au moins égal à un huitième des inscrits, soit 12,5 %. Les deux candidats arrivés en tête du 1er tour se maintiennent néanmoins par défaut si un seul ou aucun d'entre eux n'a atteint ce seuil. Au second tour, le candidat arrivé en tête est déclaré élu,.
Le seuil de qualification basé sur un pourcentage du total des inscrits et non des suffrages exprimés rend plus difficile l'accès au second tour lorsque l'abstention est élevée. Le système permet en revanche l'accès au second tour de plus de deux candidats si plusieurs d'entre eux franchissent le seuil de 12,5 % des inscrits. Les candidats en lice au second tour peuvent ainsi être trois, un cas de figure appelé « triangulaire ». Les second tours où s'affrontent quatre candidats, appelés « quadrangulaire » sont également possibles, mais beaucoup plus rares,.

### Partis et nuances
Les résultats des élections sont publiés en France par le ministère de l'Intérieur, qui classe les partis en leur attribuant des nuances politiques. Ces dernières sont décidées par les préfets, qui les attribuent indifféremment de l'étiquette politique déclarée par les candidats, qui peut être celle d'un parti ou une candidature sans étiquette.
Seuls le Parti communiste français (COM), La France insoumise (FI), le Parti socialiste (SOC), le Parti radical de gauche (RDG), Les Écologistes (VEC), Renaissance (RE), le Mouvement démocrate (MDM), Horizons (HOR), l'Union des démocrates et indépendants (UDI), Les Républicains (LR), le Rassemblement national (RN) et Reconquête (REC) se voient attribuer en 2024 des nuances propres. Les coalitions Ensemble et Nouveau front populaire, ainsi que les candidats de l'alliance LR-Ciotti-RN, en bénéficient également indirectement, les nuances Ensemble ! (Majorité présidentielle) (ENS), Union de la gauche (UG) et Union de l'extrême-droite (UXD) étant attribuables aux candidats bénéficiant respectivement du soutien de deux partis du centre, de deux partis de gauche ou de deux partis d'extrême-droite,.
Tous les autres partis se voient attribuer l'une ou l'autre des nuances suivantes : EXG (extrême gauche), DVG (divers gauche), ECO (écologiste), REG (régionaliste), DVC (divers centre), DVD (divers droite), DSV (droite souverainiste) et EXD (extrême droite). Des partis comme Debout la France ou Lutte ouvrière ne disposent ainsi pas de nuances propres, et leurs résultats nationaux ne sont pas publiés séparément par le ministère, car mélangés avec d'autres partis (respectivement dans les nuances DSV et EXG).

## Élus
| Circonscription | Député sortant   | Parti | Parti  | Groupe | Député élu ou réélu | Parti | Parti | Groupe |
| --------------- | ---------------- | ----- | ------ | ------ | ------------------- | ----- | ----- | ------ |
| 1re             | Bertrand Pancher |       | Utiles | LIOT   | Maxime Amblard      |       | RN    | RN     |
| 2e              | Florence Goulet  |       | RN     | RN     | Florence Goulet     |       | RN    | RN     |

## Résultats

### Résultats à l'échelle du département

#### Résultats par coalition
| Parti                                   | Parti                                   | Parti                                  | Premier tour | Premier tour | Premier tour | Second tour   | Second tour   | Second tour | Total Sièges | +/-           |
| Parti                                   | Parti                                   | Parti                                  | Voix         | %            | Sièges       | Voix          | %             | Sièges      | Total Sièges | +/-           |
| --------------------------------------- | --------------------------------------- | -------------------------------------- | ------------ | ------------ | ------------ | ------------- | ------------- | ----------- | ------------ | ------------- |
|                                         | Rassemblement national (RN)             | Rassemblement national (RN)            | 42 691       | 49,11        | 1            | 25 411        | 50,49         | 1           | 2            | 1             |
|                                         | Utiles                                  | Utiles                                 | 16 901       | 19,44        | 0            | 24 918        | 49,51         | 0           | 0            | 1             |
|                                         |                                         | Parti socialiste (PS)                  | 7 066        | 8,13         | 0            |               |               |             | 0            | en stagnation |
|                                         | Les Écologistes (LÉ)                    | 5 391                                  | 6,20         | 0            | 0            | en stagnation |               |             |              |               |
| Total Nouveau Front populaire (NFP)     | Total Nouveau Front populaire (NFP)     | 12 457                                 | 14,33        | 0            | 0            | en stagnation |               |             |              |               |
|                                         |                                         | Sans étiquette                         | 11 976       | 13,78        | 0            | 0             | Nv            |             |              |               |
| Total Ensemble pour la République (ENS) | Total Ensemble pour la République (ENS) | 11 976                                 | 13,78        | 0            | 0            | en stagnation |               |             |              |               |
|                                         | Lutte ouvrière (LO)                     | Lutte ouvrière (LO)                    | 912          | 1,05         | 0            | 0             | en stagnation |             |              |               |
|                                         |                                         | Mouvement écologiste indépendant (MEI) | 742          | 0,85         | 0            | 0             | en stagnation |             |              |               |
| Total Le Rassemblement (RAS)            | Total Le Rassemblement (RAS)            | 742                                    | 0,85         | 0            | 0            | en stagnation |               |             |              |               |
|                                         | Debout la France (DLF)                  | Debout la France (DLF)                 | 708          | 0,81         | 0            | 0             | en stagnation |             |              |               |
|                                         | Sans étiquette (SE)                     | Sans étiquette (SE)                    | 548          | 0,63         | 0            | 0             | en stagnation |             |              |               |
|                                         |                                         |                                        |              |              |              |               |               |             |              |               |
| Suffrages exprimés                      | Suffrages exprimés                      | Suffrages exprimés                     | 86 935       | 97,09        |              | 50 329        | 96,94         |             |              |               |
| Votes blancs                            | Votes blancs                            | Votes blancs                           | 1 623        | 1,81         | 1 117        | 2,15          |               |             |              |               |
| Votes nuls                              | Votes nuls                              | Votes nuls                             | 987          | 1,10         | 474          | 0,91          |               |             |              |               |
| Total                                   | Total                                   | Total                                  | 89 545       | 100          | 1            | 51 920        | 100           | 1           | 2            | en stagnation |
| Abstention                              | Abstention                              | Abstention                             | 44 647       | 33,27        |              | 22 994        | 30,69         |             |              |               |
| Inscrits/Participation                  | Inscrits/Participation                  | Inscrits/Participation                 | 134 192      | 66,73        | 74 914       | 69,31         |               |             |              |               |

#### Résultats par nuance
| Nuance                 | Nuance                 | Nuance                 | Premier tour | Premier tour | Premier tour | Second tour | Second tour   | Second tour | Total Sièges | +/-           |  |
| Nuance                 | Nuance                 | Nuance                 | Voix         | %            | Sièges       | Voix        | %             | Sièges      | Total Sièges | +/-           |  |
| ---------------------- | ---------------------- | ---------------------- | ------------ | ------------ | ------------ | ----------- | ------------- | ----------- | ------------ | ------------- |  |
|                        | Rassemblement national | RN                     | 42 691       | 49,11        | 1            | 25 411      | 50,49         | 1           | 2            | 1             |  |
|                        | Divers droite          | DVD                    | 29 425       | 33,85        | 0            | 24 918      | 49,51         | 0           | 0            | 1             |  |
|                        | Union de la gauche     | UG                     | 12 457       | 14,33        | 0            |             |               |             | 0            | en stagnation |  |
|                        | Extrême gauche         | EXG                    | 912          | 1,05         | 0            | 0           | en stagnation |             |              |               |  |
|                        | Écologistes            | ECO                    | 742          | 0,85         | 0            | 0           | en stagnation |             |              |               |  |
|                        | Droite souverainiste   | DSV                    | 708          | 0,81         | 0            | 0           | en stagnation |             |              |               |  |
|                        |                        |                        |              |              |              |             |               |             |              |               |  |
| Suffrages exprimés     | Suffrages exprimés     | Suffrages exprimés     | 86 935       | 97,09        |              | 50 329      | 96,94         |             |              |               |  |
| Votes blancs           | Votes blancs           | Votes blancs           | 1 623        | 1,81         | 1 117        | 2,15        |               |             |              |               |  |
| Votes nuls             | Votes nuls             | Votes nuls             | 987          | 1,10         | 474          | 0,91        |               |             |              |               |  |
| Total                  | Total                  | Total                  | 89 545       | 100          | 1            | 51 920      | 100           | 1           | 2            | en stagnation |  |
| Abstention             | Abstention             | Abstention             | 44 647       | 33,27        |              | 22 994      | 30,69         |             |              |               |  |
| Inscrits/Participation | Inscrits/Participation | Inscrits/Participation | 134 192      | 66,73        | 74 914       | 69,31       |               |             |              |               |  |

### Résultats par circonscription

#### Première circonscription
- Député sortant : Bertrand Pancher (Utiles)

| Candidat                 | Candidat                 | Parti et coalition       | Nuance                   | Premier tour | Premier tour | Second tour | Second tour |
| Candidat                 | Candidat                 | Parti et coalition       | Nuance                   | Voix         | %            | Voix        | %           |
| ------------------------ | ------------------------ | ------------------------ | ------------------------ | ------------ | ------------ | ----------- | ----------- |
|                          | Maxime Amblard           | RN                       | RN                       | 23 680       | 47,95        | 25 411      | 50,49       |
|                          | Bertrand Pancher,        | Utiles                   | DVD                      | 16 901       | 34,22        | 24 918      | 49,51       |
|                          | Olivier Guckert          | PS (NFP)                 | UG                       | 7 066        | 14,31        |             |             |
|                          | Sylvie Mariage           | DLF                      | DSV                      | 708          | 1,43         |             |             |
|                          | Grégoire Moutaux         | SE                       | DVD                      | 548          | 1,11         |             |             |
|                          | Blaise Tymen             | LO                       | EXG                      | 481          | 0,97         |             |             |
|                          |                          |                          |                          |              |              |             |             |
| Suffrages exprimés       | Suffrages exprimés       | Suffrages exprimés       | Suffrages exprimés       | 49 384       | 96,93        | 50 329      | 96,94       |
| Votes blancs             | Votes blancs             | Votes blancs             | Votes blancs             | 932          | 1,83         | 1 117       | 2,15        |
| Votes nuls               | Votes nuls               | Votes nuls               | Votes nuls               | 630          | 1,24         | 474         | 0,91        |
| Total                    | Total                    | Total                    | Total                    | 50 946       | 100          | 51 920      | 100         |
| Abstention               | Abstention               | Abstention               | Abstention               | 24 016       | 32,04        | 22 994      | 30,69       |
| Inscrits / participation | Inscrits / participation | Inscrits / participation | Inscrits / participation | 74 962       | 67,96        | 74 914      | 69,31       |

La première circonscription couvre le sud du département, incluant notamment le chef-lieu Bar-le-Duc. Le radical Bertrand Pancher a pris ce siège en 2007, après 10 ans de mandat du socialiste François Dosé. Réélu en 2012 et 2017, son quatrième mandat en 2022 est acquis après avoir remporté un 2d tour face au Rassemblement national (RN) avec 55 % des voix. 
En 2024, maintenant membre d'Utiles et président du groupe LIOT à l'Assemblée Nationale, il s'incline au 2d tour face à son opposant d’extrême droite, Maxime Amblard, malgré un excellent report de voix en sa faveur (le candidat RN passe de 48 % au 1er tour à seulement 50,5 % au 2d). Bertrand Pancher est en tête dans les principales communes au second tour : Ligny-en-Barrois (53 %), Saint-Mihiel (52 %), Commercy (55 %) et surtout Bar-le-Duc (64 %).

#### Deuxième circonscription
- Députée sortante : Florence Goulet (Rassemblement national)

| Candidat                 | Candidat                 | Parti et coalition       | Nuance                   | Premier tour | Premier tour |
| Candidat                 | Candidat                 | Parti et coalition       | Nuance                   | Voix         | %            |
| ------------------------ | ------------------------ | ------------------------ | ------------------------ | ------------ | ------------ |
|                          | Florence Goulet          | RN                       | RN                       | 19 011       | 50,63        |
|                          | Jérôme Dumont            | SE (ENS)                 | DVD                      | 11 976       | 31,89        |
|                          | Johan Laflotte           | LÉ (NFP)                 | UG                       | 5 391        | 14,36        |
|                          | Valentine Lafue          | MEI (RAS)                | ECO                      | 742          | 1,98         |
|                          | Pierre Nordemann         | LO                       | EXG                      | 431          | 1,15         |
|                          |                          |                          |                          |              |              |
| Suffrages exprimés       | Suffrages exprimés       | Suffrages exprimés       | Suffrages exprimés       | 37 551       | 97,28        |
| Votes blancs             | Votes blancs             | Votes blancs             | Votes blancs             | 691          | 1,79         |
| Votes nuls               | Votes nuls               | Votes nuls               | Votes nuls               | 357          | 0,92         |
| Total                    | Total                    | Total                    | Total                    | 38 599       | 100          |
| Abstention               | Abstention               | Abstention               | Abstention               | 20 631       | 34,83        |
| Inscrits / participation | Inscrits / participation | Inscrits / participation | Inscrits / participation | 59 230       | 65,17        |

Le second siège du département, représentant le nord et notamment Verdun, est désormais bien acquis au Rassemblement national (RN). Après avoir été le fief du socialiste Jean-Louis Dumont de 1981 à 2017 (avec un hiatus en 1993), une députée marcheuse est élue en 2017. En 2022, la candidate RN, Florence Goulet, transfuge des Républicains, l'emporte avec un peu plus de 53 % des voix au 2d tour. Deux ans plus tard, son assise est largement confortée. Alors qu'au 1er tour de 2022, elle avait obtenu 8 700 voix représentant moins d’un tiers des suffrages exprimés, elle l’emporte à la majorité absolue avec plus de 19 000 voix dès le 1er tour.